# Regeringen Vanhanen II

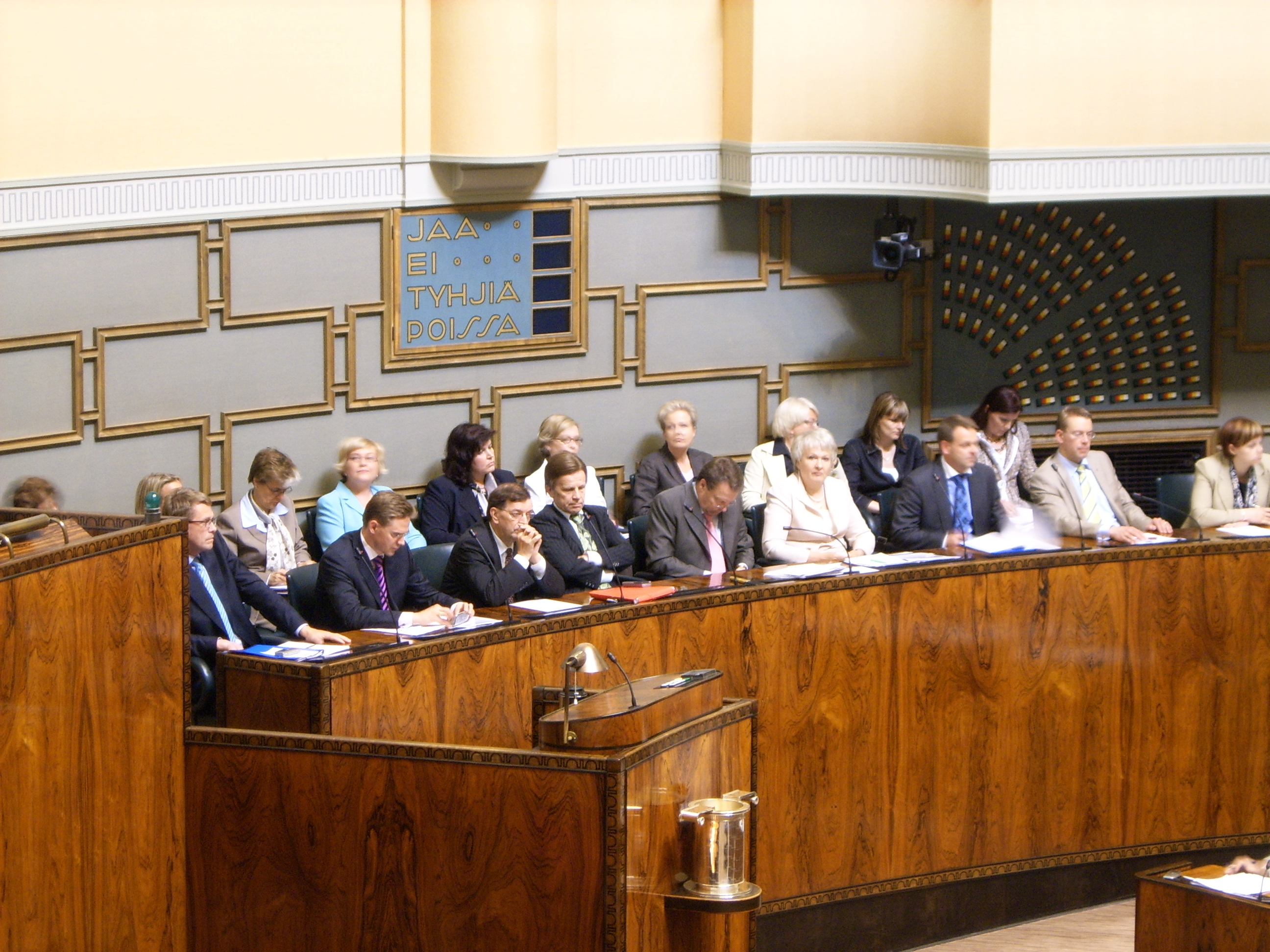
Regeringen Vanhanen II i Finlands riksdag

Regeringen Vanhanen II var Republiken Finlands 70:e regering. Regeringens partisammansättning förändrades vid valet 2007. I koalitionen ingick Centern i Finland, Samlingspartiet, Gröna förbundet och Svenska folkpartiet. Statsminister var Matti Vanhanen, som före valet ledde en annan koalitionsministär, regeringen Vanhanen I.
Regeringen bestod av tolv kvinnor och åtta män vilket var världsrekord i andel kvinnor.
Matti Vanhanen lämnade in sin och regeringens avskedsansökan till president Tarja Halonen den 18 juni 2010. Den efterföljande regeringen, ledd av Vanhanens efterträdare Mari Kiviniemi tillträdde den 22 juni 2010. Vanhanens regering satt, på presidentens önskan, kvar som expeditionsministär tills den nya regeringen tillträdde. 

## Ministrar
| Befattning                                                                       | Befattningshavare | Befattningshavare    | Tillträdde        | Avgick            | Parti               |
| -------------------------------------------------------------------------------- | ----------------- | -------------------- | ----------------- | ----------------- | ------------------- |
| Statsminister                                                                    |                   | Matti Vanhanen       | 19 april 2007     | 22 juni 2010      | Centern             |
| Finansminister Statsministerns ställföreträdare                                  |                   | Jyrki Katainen       | 19 april 2007     | 22 juni 2010      | Samlingspartiet     |
| Förvaltnings- och kommunminister                                                 |                   | Mari Kiviniemi       | 19 april 2007     | 22 juni 2010      | Centern             |
| Utrikesminister                                                                  |                   | Ilkka Kanerva        | 19 april 2007     | 4 april 2008      | Samlingspartiet     |
| Utrikesminister                                                                  |                   | Alexander Stubb      | 4 april 2008      | 22 juni 2010      | Samlingspartiet     |
| Utrikeshandels- och utvecklingsminister                                          |                   | Paavo Väyrynen       | 19 april 2007     | 22 juni 2010      | Centern             |
| Försvarsminister                                                                 |                   | Jyri Häkämies        | 19 april 2007     | 22 juni 2010      | Samlingspartiet     |
| Inrikesminister                                                                  |                   | Anne Holmlund        | 19 april 2007     | 22 juni 2010      | Samlingspartiet     |
| Migrations- och Europaminister                                                   |                   | Astrid Thors         | 19 april 2007     | 22 juni 2010      | Svenska folkpartiet |
| Justitieminister                                                                 |                   | Tuija Brax           | 19 april 2007     | 22 juni 2010      | De gröna            |
| Undervisningsminister                                                            |                   | Sari Sarkomaa        | 19 april 2007     | 19 december 2008  | Samlingspartiet     |
| Undervisningsminister                                                            |                   | Henna Virkkunen      | 19 december 2008  | 22 juni 2010      | Samlingspartiet     |
| Kultur- och idrottsminister                                                      |                   | Stefan Wallin        | 19 april 2007     | 22 juni 2010      | Svenska folkpartiet |
| Jord- och skogsbruksminister                                                     |                   | Sirkka-Liisa Anttila | 19 april 2007     | 22 juni 2010      | Centern             |
| Trafikminister                                                                   |                   | Anu Vehviläinen      | 19 april 2007     | 22 juni 2010      | Centern             |
| Kommunikationsminister                                                           |                   | Suvi Lindén          | 19 april 2007     | 22 juni 2010      | Samlingspartiet     |
| Handels- och industriminister                                                    |                   | Mauri Pekkarinen     | 19 april 2007     | 1 januari 2008    | Centern             |
| Näringsminister                                                                  |                   | Mauri Pekkarinen     | 1 januari 2008    | 22 juni 2010      | Centern             |
| Social- och hälsovårdsminister                                                   |                   | Liisa Hyssälä        | 19 april 2007     | 24 maj 2010       | Centern             |
| Social- och hälsovårdsminister                                                   |                   | Juha Rehula          | 24 maj 2010       | 22 juni 2010      | Centern             |
| Omsorgsminister                                                                  |                   | Paula Risikko        | 19 april 2007     | 22 juni 2010      | Samlingspartiet     |
| Arbetsminister                                                                   |                   | Tarja Cronberg       | 19 april 2007     | 26 juni 2009      | De gröna            |
| Arbetsminister                                                                   |                   | Anni Sinnemäki       | 26 juni 2009      | 22 juni 2010      | De gröna            |
| Miljöminister                                                                    |                   | Paula Lehtomäki      | 19 april 2007     | 28 september 2007 | Centern             |
| Miljöminister                                                                    |                   | Kimmo Tiilikainen    | 28 september 2007 | 11 april 2008     | Centern             |
| Miljöminister                                                                    |                   | Paula Lehtomäki      | 11 april 2008     | 22 juni 2010      | Centern             |
| Minister i utrikesministeriet, bostadsminister och minister i statsrådets kansli |                   | Jan Vapaavuori       | 19 april 2007     | 22 juni 2010      | Samlingspartiet     |

## Fotnoter
1. ↑  http://www.dn.se/DNet/jsp/polopoly.jsp?d=148&a=641127&rss=554
2. ↑  Nordiskt samarbete (från 1 juni 2007)
3. ↑  Minister i miljöministeriet.